# Evan Gershkovich
Evan Gershkovich (Princeton, 26 ottobre 1991) è uno scrittore e giornalista statunitense.

## Biografia
I genitori di Gershkovich, Ella e Mikhail Gershkovich, sono immigrati ebrei che si stabilirono negli Stati Uniti dopo aver lasciato l'Unione Sovietica attraverso il Programma di Reinsediamento dei Rifugiati degli Stati Uniti durante un periodo di emigrazione di massa, finendo negli Stati Uniti nel 1979 e infine a New York, dove si incontrarono.
La coppia si trasferì a Princeton, nel New Jersey, dove Gershkovich e sua sorella crebbero parlando russo a casa. Le fonti differiscono su quanto Gershkovich sia fluente in russo, con Gershkovich stesso che afferma di aver imparato la maggior parte del suo russo a Mosca, un resoconto sostenuto dal suo collega, il corrispondente da Mosca del New Yorker Joshua Yaffa.
Nel 2010, Gershkovich si è diplomato alla Princeton High School, dove era stato capitano della squadra di calcio. Al Bowdoin College si è laureato in filosofia e inglese, ha scritto per The Bowdoin Orient e The Bowdoin Review, e ha fatto il DJ per WBOR, la stazione radio del campus. Si è laureato nel 2014.
Inviato speciale del Wall Street Journal ed esperto conoscitore della Russia, è stato arrestato dal Servizio di sicurezza federale russo con l'accusa di spionaggio nel marzo 2023, la prima volta che un giornalista di una testata americana venisse arrestato con l'accusa di spionaggio in Russia dai tempi della Guerra fredda. Viene poi condannato a 16 anni di carcere per spionaggio da scontare in una colonia penale di massima sicurezza.
I media hanno ipotizzato che la vera motivazione dietro l'arresto di Gershkovich fosse uno scambio di prigionieri con uno o più russi imprigionati in altri Paesi alleati degli Stati Uniti. Gershkovich, rimasto in Russia dopo l'invasione dell'Ucraina proprio per seguire il conflitto e in particolare il gruppo Wagner, è stato inserito nella lista delle 100 persone più influenti al mondo dalla rivista Time nel 2023.
Il 1º agosto 2024 viene rilasciato proprio nell'ambito di uno scambio di prigionieri tra Stati Uniti e Russia avvenuto all'aeroporto di Esenboğa di Ankara, in Turchia. Con lui vengono liberati altri due prigionieri statunitensi: l'ex Marine Paul Whelan e la reporter di Radio Free Europe Alsu Kurmasheva.